# La fletxa negra
La fletxa negra és una novel·la d'aventures escrita per Robert Louis Stevenson i publicada per entregues el 1888. Narra les aventures d'un jove escuder en temps de la Guerra de les Dues Roses per venjar la mort del seu pare i aconseguir casar-se amb la seva estimada. L'obra, si bé no és de les més conegudes de l'autor, ha estat adaptada a la pantalla gran en diverses ocasions.

## Argument
Sir Daniel, un noble que canvia sovint de bàndol per cobdícia durant la guerra, adopta un jove, Dick Shelton, després d'assassinar el seu pare. Quan en Dick deixa de ser un nen i descobreix la veritat, escapa al bosc, on s'uneix a un grup de bandolers que tenen com a arma i símbol la fletxa negra i que volen fer caure tots els opressors de la regió, entre ells Sir Daniel. Però abans de la revelació coneix una altra captiva del lord, Joanna, disfressada de noi per despistar els qui la persegueixen. En Dick i la Joanna s'enamoren i ell jura rescatar-la i impedir el seu casament amb un noble a qui ella no estima.
Després de viure diverses aventures al bosc i al mar, en Dick i els seus companys reben el suport dels partidaris de la casa de York, comandats pel futur rei, per assetjar la vila de Sir Daniel. Té lloc una dura batalla on el jove és armat cavaller i descobreix els horrors de la guerra. Per això acaba perdonant els seus enemics (que malgrat tot moren a mans dels bandolers) i aconsegueix finalment el matrimoni desitjat. Un cop en possessió de la seva herència, premia tots aquells qui l'han ajudat en el seu camí.

## Personatges
- Richard (Dick) Shelton: jove heroi que descobreix les veritats de la vida adulta. Demostra ser valent, compassiu i un amant fidel, tot i que inexpert en la guerra i les dones
- Joanna: primer com a noi mostra que té caràcter i un gran sentit de l'honor, després apareix com una dona bella i apassionada
- Sir Daniel: antagonista, mata el pare del Dick per aconseguir el seu feu, no dubta a trair qui sigui per millorar la seva posició social; bon guerrer però sense escrúpols, mostra por davant els guerrers de la Fletxa Negra que acaben organitzant la seva mort
- Bennet Hatch: partidari de Sir Daniel però amic del Dick, a qui aconsella en la seva infantesa
- Sir Oliver: capellà al servei de Sir Daniel, participa en l'assassinat del pare del Dick però després es penedeix per por de la condemnació eterna i ajuda el protagonista en diverses ocasions
- Lawless: bandoler, rei de la disfressa i de l'enginy i principal aliat de Dick; té com a vici la beguda però mostra un gran valor
- Ellis Duckworth: organitza el grup de la Fletxa Negra i mata alguns dels antagonistes més destacats
- Alicia: dama de companyia de la Joanna, neboda d'un noble local; tempta en Dick i es burla de la seva inexperiència però ajuda la parella a veure's en secret
- Capità Airblaster: vell marí a qui en Dick roba el vaixell per anar al rescat de la seva estimada, amb la seva pena posterior ensenya al protagonista que les accions sempre tenen conseqüències

## Influències
L'argument general sembla derivar de les històries contingudes en les Paston Letters (conjunt de cartes històriques) sobre algunes de les batallaes de la Guerra de les Dues Roses. La figura dels bandolers té ecos de la història de Robin Hood, de qui s'agafa fins i tot símbols com les robes verdes. Les aventures estan narrades seguint les petjades d'Ivanhoe, molt apreciat al seu temps.
Una altra influència remarcable és la de Shakespeare i les seves obres històriques, especialment en el tractament dels escassos personatges reals de la novel·la, entre els quals sobresurt Ricard III d'Anglaterra. El ressò de Hamlet en la venjança del pare, que ha definir el paper que jugarà a la vida el protagonista i que el fa renegar d'aquells que el van cuidar de petit, és evident.

## Temes
En la novel·la apareixen alguns dels temes recurrents en Stevenson. El primer d'ells és la figura del doble. Cada figura té el seu contrapunt moral: sir Daniel actua com el mal pare, mentre que els nobles que l'envolten són figures paternals positives; Richard mata només per necessitat mentre que el noble Richard (futur rei) es complau en l'assassinat; ell representa els valors masculins (valor, honor) i es contraposa a la Joanna disfressada de noi; el mal capellà (Sir Oliver) però respectable es contraposa al tèoric lladre Lawless que acaba morint com un bon monjo. Aquest dualisme s'aprecia en altres obres, essent L'estrany cas del Dr. Jekyll i Mr. Hyde la més cèlebre.
El segon tema típic és la figura del pare absent o negligent, reflex de la biografia de l'autor. Tots els joves de la novel·la acaben perdent de forma violenta els seus parents i queden orfes de figures de referència, fer que els obliga a buscar el seu propi camí (un tema propi de l'adolescència, públic inicial del llibre).

## Estil i estructura
L'origen de la novel·la és un encàrrec per a una revista de literatura juvenil de l'època. Aquest públic marca l'estil: poques descripcions, predomini de l'acció i del diàleg apassionat i escasses referències extratextuals. El llenguatge adopta un fals registre històric, amb expressions i arcaismes que volen recrear la parla medieval (sense que responguin a l'anglès antic real). El lligam amb el públic juvenil ha contribuït al menyspreu de l'obra per part de la crítica, incloent-hi el mateix autor.
Stevenson, tot i escriure a finals del segle xix, renegava del realisme i el seu estil està marcat pel romanticisme. En són proves el passat medieval idealitzat; la importància de l'amor en la trama; les exageracions, hipèrboles i exclamacions en les converses i un cert gust pels personatges marginals, vistos com els únics que viuen de forma autèntica, com ara els bandolers o els mariners.
La publicació seriada marca l'estructura del llibre: els diversos capítols interrompen sovint l'acció amb suspens (alguns d'ells fins i tot pertanyen a entregues diferents, de manera que un epidosi quedava dividit en dues setmanes)i cadascú presenta aventures que poden ser llegides amb relativa autonomia dins el fil argumental general. La novel·la es pot dividir en dues parts: la primera correspon a l'encontre entre els dos amants i la seva descoberta progressiva de la veritat i la segona, a l'hivern, inclou els episodis bèl·lics del rescat de la dama i la venjança. Els diversos fascicles (i la posterior reedició en volum únic) van ser molt lucratius per a Stevenson.